# 山口豊一
山口 豊一（やまぐち とよかず、1953年 - ）は、日本の心理学者、臨床心理士、学校心理士SV、特別支援教育士SV)。2002年より2017年3月まで、跡見学園女子大学教授を務める。
2017年4月よりは、聖徳大学にて教授を務める。専門は学校心理学・臨床心理学・特別支援教育。

## 来歴
筑波大学大学院人間総合科学研究科生涯発達科学専攻を修了。茨城県の公立小学校や公立中学校で教諭として勤務した後、茨城県教育研修センター指導主事を経て、2002年より跡見学園女子大学教授。
2010年3月25日、「中学校のマネジメント委員会の機能がチーム援助体制およびチーム援助行動に与える影響」により、筑波大学より博士（カウンセリング科学）を取得する。

## 著書

### 単著
- 『カントに学ぶ教育・臨床の人間学』（図書文化社、2008年1月発行、ISBN 978-4-81-008507-5）
- 『中学校のマネジメント委員会に関する学校心理学的研究』（風間書房、2012年3月31日発行、ISBN 978-4-75-991916-5）

### 編著
- 『学校心理学が変える新しい生徒指導 一人ひとりの援助ニーズに応じたサポートをめざして』（学事出版、2005年10月発行、ISBN 4-76-191132-8）

### 共著
- 『チーム援助で子どもとのかかわりが変わる 学校心理学にもとづく実践事例集』（石隈利紀・田村節子と共著、ほんの森出版、2005年6月発行、ISBN 4-93-887447-4）

### 共編
- 『学校心理学入門シリーズ2 授業改革の方法』（宇田光・西口利文と共編、ナカニシヤ出版、2007年6月発行、ISBN 978-4-77-950122-7）
- 『臨床生徒指導 応用編』（八並光俊・宇田光と共編、ナカニシヤ出版、2012年7月発行、ISBN 978-4-77-950605-5）

## 社会的活動
- 文部科学省 教科用図書検定調査審議会 専門委員（2010年 - 2011年）[5][6]
- 文部科学省 教科用図書検定調査審議会第8部会 専門委員（2009年、2011年）[7][8]
- 文部科学省 教科用図書検定調査審議会第8部会保健体育小委員会 専門委員（2009年 - 2011年）[9][10][11]
- 日本教育心理学会 理事[12]
- 日本学校心理学会 常任理事[13]
- 日本学校心理士会 常任幹事[14]
- 学校心理士認定運営機構 茨城支部長[15]
- 日本生徒指導学会 関東支部会 理事（2009年7月5日 - 2012年3月31日）[16]
- 埼玉県新座市 就学支援委員会 委員（2011年）[17]